# Trifolium cheranganiense
Trifolium cheranganiense är en ärtväxtart som beskrevs av Jan Bevington Gillett. Trifolium cheranganiense ingår i släktet klövrar, och familjen ärtväxter. Inga underarter finns listade i Catalogue of Life.